# Gotta Love
"Gotta Love" é o single de estreia do grupo de R&B americano Jodeci. Veio do seu álbum de estreia Forever My Lady. A canção foi lançada em 24 de Fevereiro de 1991.

## Lista de faixas
US promo Vinyl and 12"
1. "Gotta Love" (New R&B Edit) - 4:19
2. "Gotta Love" (New Video Edit) - 4:11
3. "Gotta Love" (Swing Act) - 5:36
4. "Gotta Love" (Hip Hop) - 5:34
5. "Gotta Love" (Daddy Hip Hop) - 4:45
6. "Gotta Love" (12" Edit) - 6:45

## Performance nas paradas musicais
| Parada musical (1992)                        | Melhor posição |
| -------------------------------------------- | -------------- |
| Estados Unidos (Billboard R&B/Hip-Hop Songs) | 79             |